# Diego Ramírez de Villaescusa
Diego Ramírez de Villaescusa oder Diego Ramírez de Fuenleal (* 7. Dezember 1459 in Villaescusa de Haro (Provinz Cuenca); † 11. August 1537 in Cuenca) war Kaplan und Beichtvater von Johanna der Wahnsinnigen und Bischof von Málaga und Cuenca.

## Biografie
Über die Eltern oder den familiären Hintergrund von Diego Ramírez de Villaescusa ist nichts bekannt. Im Alter von 19 Jahren begann er seine Studien (Rhetorik) an der Universität von Salamanca, wo seine Fähigkeiten als Redner erkannt wurden. Später wechselte er nach Jaén; dort wurde er im Jahre 1489 zum Priester geweiht. Nach der christlichen Rückeroberung (reconquista) Granadas (1492) trat er in die Dienste des neuernannten Erzbischofs Hernando de Talavera. Wenig später wurde er zum Kaplan und Beichtvater der Prinzessin Johanna berufen und begab sich kurz darauf (1496) in ihrem Gefolge auf eine Flandernreise, wo sie ihren Verlobten Philipp den Schönen heiratete. Der älteste Sohn aus dieser Ehe war der spätere deutsche Kaiser Karl V. bzw. der spanische König Karl I.
Im Jahre 1498 wurde Diego Ramírez de Villaescusa zum Bischof von Astorga berufen; er setzte jedoch seine Studien an den Universitäten von Leuven und Köln fort. Zwei Jahre später übernahm er das Bistum Málaga, von wo er erneut nach Flandern aufbrach um bei der Geburt des erstgeborenen Sohnes Johannas dabei zu sein, dem er möglicherweise auch die Taufe spendete. Als Bischof von Málaga widmete er sich vorrangig der Bekämpfung von Piraten aus Nordafrika; darüber hinaus berief er im Jahre 1515 eine Bischofssynode ein. Bereits seit 1512 war er von Ferdinand II. auch mit der Erneuerung der Disziplin an der Universität von Salamanca betraut worden. Ferdinand II. ernannte ihn des Weiteren im Jahr 1514 zum Vorsteher der königlichen Kanzlei von Valladolid. Von 1518 bis zu seinem Tode bekleidete er das Amt des Bischofs von Cuenca.

## Bautätigkeit
In seiner Tätigkeit als Bischof stiftete er mehrere Einsiedlerklöster, die Kollegiatkirche von Antequera sowie das Hospital de Santo Thomé gegenüber der Kathedrale von Málaga. In Valladolid gründete er den Konvent der Nuestra Senora de la Paz und in Málaga einen Convento Santa Clara.